# Sklearivka (Severînivka), Sumî
Sklearivka (în ucraineană Склярівка) este un sat în comuna Severînivka din raionul Sumî, regiunea Sumî, Ucraina.

## Demografie
Componența lingvistică a localității Sklearivka
     Ucraineană (96,03%)
     Rusă (2,53%)
Conform recensământului din 2001, majoritatea populației localității Sklearivka era vorbitoare de ucraineană (96,03%), existând în minoritate și vorbitori de rusă (2,53%) și armeană (1,44%).